# Sparkasse der Stadt Feldkirch
Die Sparkasse der Stadt Feldkirch mit Sitz in Feldkirch ist eines der ältesten Geldinstitute Vorarlbergs und Teil des Sparkassenverbandes in Österreich. Sie entstand 1842 als Vereinssparkasse. Die Sparkasse ist Mitglied des Kooperations- und Haftungsverbundes der österreichischen Sparkassen und des Österreichischen Sparkassenverbandes.

## Gründungsgeschichte
Das Leitmotiv der Sparkasse – die Förderung der Spargesinnung und der Vorsorge – fiel in Vorarlberg auf fruchtbaren Boden: Bereits 1822 kam es zur Gründung der ersten Sparkasse Vorarlbergs in Bregenz. An dieser ist die Sparkasse Feldkirch mit rund 25 Prozent beteiligt.
Am 1. November 1842 wurde nach jahrelangen Bemühungen die Sparkasse Feldkirch eröffnet. Im Sparkassenverein waren neben dem Vorsitzenden Carl Ganahl auch der damalige Bischof Georg Prünster und alle Feldkircher Kaufleute und Honoratioren, die auch für die Bonität des noch jungen Unternehmens hafteten. Bei der Gründung hieß es: „Der Zweck der Sparkasse ist, dem Handwerker, dem Taglöhner, dem Dienstbothen, dem Fabriksarbeiter und anderen Personen der unbemitteltern Volksklasse ihre Ersparnisse sicher und fruchtbringend zu verwahren anzueifern und sie dadurch zur Arbeitsamkeit und zur Sparsamkeit anzueifern.“
Die Sparkasse Feldkirch erlebte einen beachtlichen jährlichen Zuwachs an Finanzmitteln, sodass sie nach 30 Jahren Aufbauarbeit Kredite für öffentliche Bauvorhaben wie den Bau der Volksschule gewähren konnte. Zur Linderung der Wohnungsnot errichtete die Sparkasse 1888 das erste Mietshaus in Feldkirch, das sogenannte Zinshaus.
Die Sparkasse Feldkirch ist bis heute die einzige Vereinssparkasse in Vorarlberg.

## Bauliche Entwicklung der Zentrale
Die Sparkassenzentrale war ab der Gründung 1842 im Erdgeschoß des Feldkircher Rathauses untergebracht. Zum 125-jährigen Bestandsjubiläum wurde 1967 das neue Gebäude am Sparkassenplatz bezogen, das Gebäude wurde nach den Plänen der ersten Architektin Vorarlbergs Adelheid Gnaiger (1916–1991) erbaut.

## Wichtige Ereignisse
1900 wurden die Sparkassenbücher eingeführt. 1905 fand die erste Jahresversammlung der damals 40 Sparkassen-Mitglieder statt. 1906 erfolgte die verwaltungsmäßige Trennung der Sparkasse Feldkirch von der Stadtverwaltung. 1907 startete mit 25 Sparbüchsen das „Heimsparsystem“. Mit einem verwalteten Vermögen von 13,2 Mio. Kronen und Spargeldern von 12,1 Mio. Kronen stand die Sparkasse Feldkirch 1913 größenmäßig an der Spitze der Vorarlberger Sparkassen. Von 1931 bis 1979 hatte die Stadtgemeinde Feldkirch die Haftung für die Sparkasse inne.
Die älteste und größte Filiale ist in Götzis und besteht seit 1960. Die heutige Zentrale wurde 1967 bezogen. Weitere zehn Sparkassenfilialen (Altenstadt, Frastanz, Gisingen, Klaus, Mäder, Nofels, Rankweil, Sulz-Röthis, Tisis und Tosters) wurden zwischen 1972 und 1980 in Betrieb genommen. Als einziges Geldinstitut Vorarlbergs ist die Sparkasse Feldkirch seit 1998 „Ausgezeichneter Lehrbetrieb“ und hat in den letzten Jahren mehr als 50 Lehrlinge ausgebildet. 2001 trat die Sparkasse Feldkirch dem Sparkassen-Haftungsverbund bei, und im Jahr 2003 wurde die Feldkircher Filiale der Erste Bank durch die Sparkasse übernommen.
Die Sparkasse Feldkirch gewann den ersten Sparkassen-Award 2003 und war auch bei allen weiteren Awards sehr erfolgreich, zuletzt 2019 mit dem sehr guten achten Gesamtrang unter allen 47 österreichischen Sparkassen. Darüber hinaus erhielt sie für ihre Filiale in Feldkirch-Altenstadt die Auszeichnung „Beste Filiale“ von 757 Sparkassen-Standorten in Österreich. 2003 wurden die bis heute einzigartige s Wohnbank und im Herbst 2008 die neue Sparkasse in Koblach eröffnet. Um den Service für vermögende Kunden weiter auszubauen, wurde 2010 ein eigenes Private Banking-Kundencenter eingerichtet. Als größtes Geldinstitut im Bezirk bietet die Sparkasse Feldkirch mit ihren Filialen und der s Wohnbank sowie den beiden KommerzCentern in Feldkirch und Götzis „Heimvorteil“ für über 49.000 Kunden.

## Gemeinnützige Projekte/Sponsoring
Im Zuge der Corporate Social Responsibility unterstützt die Sparkasse Feldkirch in einem weiten Rahmen Vereine, Institutionen, und karitative, soziale und kulturelle Initiativen. Sie beteiligte sich unter anderem an der Sanierung des Palais Liechtenstein, am Bau des städtischen Altersheimes und an Kinderspielplätzen, sowie an der Überdachung der Kunsteisbahn und am Neubau der Jugendherberge in Feldkirch. Zudem wurde die Renovierung des Kapuzinerklosters und der Pfarrkirche Götzis unterstützt. Die Sparkasse übernahm das Hauptsponsoring des FC Blau-Weiß Feldkirch, des HC Sparkasse Blau-Weiß Feldkirch, der Sportgemeinschaft Götzis, der Montforter Zwischentöne usw.